# Австралийский вариант английского языка
Австрали́йский вариа́нт англи́йского языка́ (англ. Australian English) — один из основных вариантов английского языка, преимущественно используемый в Австралии. Хотя английский язык не имеет официального статуса в Конституции Австралии, австралийский английский де-факто является официальным языком Австралии и родным языком большинства населения страны.
Расхождения австралийского варианта с британским начались после основания бывшими заключёнными англичанами (см. статью Первый флот) в австралийском континенте колонии Новый Южный Уэльс в 1788 году, а факт того, что австралийский вариант отличается от британского, был признан уже в 1820 году. Он возник из-за смешения детей ранних поселенцев из большого разнообразия взаимопонятных диалектных регионов Британских островов и быстро превратился в отдельный вариант английского языка.

## Происхождение
На самой ранней форме австралийского английского впервые говорили дети первых поселенцев Нового Южного Уэльса. Это первое поколение детей создало новый диалект, который впоследствии станет языком нации. Австралийские дети, рождавшиеся в новой колонии, подвергались языковому воздействию широкого спектра диалектов Британских островов, в частности, из Ирландии и юго-восточной Англии.
Родившиеся в колонии дети создали новый диалект из факторов, присутствовавших в речи, которую они слышали вокруг, и предоставляли возможность для выражения солидарности сверстников. Даже когда прибывали новые поселенцы, новый диалект был достаточно сильным, чтобы рассеять влияние других форм речи.
Записи начала XIX века, сохранившиеся по сей день, описывают диалекты, возникшие в колонии со времени первых поселенцев: в книге Питера Миллера Каннингема 1827 года Two Years in New South Wales (с англ. — «Два года в Новом Южном Уэльсе») описывается отличающиеся от британского акцент и словарный запас уроженцев колонистов, отличавшихся от своих родителей и испытывавших сильное культурное влияние Лондона. Энтони Бёрджесс писал, что «австралийский английский можно рассматривать как своего рода окаменелый кокни из эпохи Диккенса».

## Влияние

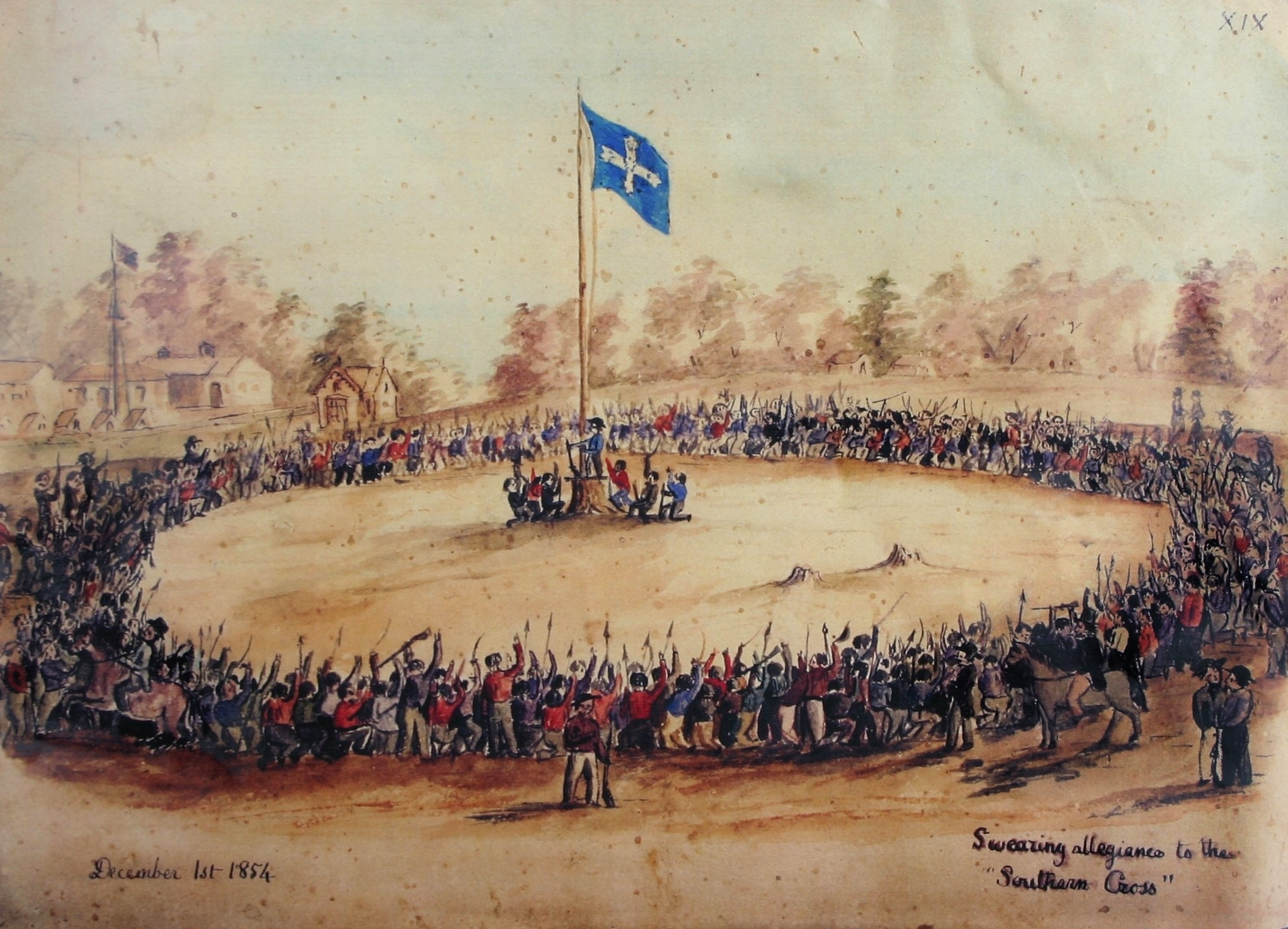
Во время австралийских золотых лихорадок австралийский английский испытал много воздействий со стороны других диалектов

После первой австралийской золотой лихорадки в 1850-х годах в Австралию хлынул поток иммигрантов, примерно два процента населения Соединённого Королевства переехали в колонии Новый Южный Уэльс и Виктория. По словам лингвиста Брюса Мура, «основной вклад в развитие австралийского акцента внесён из юго-восточной Англии».
Некоторые элементы из языков австралийских аборигенов были адаптированы австралийским английским — в основном это названия мест, флоры и фауны (коала, динго) и локальной культуры (йови, баньип). Многие из них локализованы и не являются частью общего лексикона, а другие же — кенгуру, бумеранг, валлаби и т. д. стали использоваться и в других языках. Многие города и пригороды Австралии названы под влиянием или с использованием слов аборигенов. Наиболее известным примером является столица Австралии Канберра, названная по слову из местного языка, означающему «место встреч».
Среди изменений, начиная с золотых лихорадок XIX века, начало выделяться введение слов, их написание, правила и использование терминов, пришедшие из североамериканского варианта английского языка. Заимствованные слова включают в себя те, которые впоследствии стали характерными для австралийского английского, такие как bonzer («хорошо» или «отлично»). Это продолжалось с наплывом американских военнослужащих во время Второй мировой войны: так же, как и в фильмах, там использовались выражения «okay», «you, guys» и «gee». Американское влияние через фильмы привело к локальному принятию таких терминов, как bronco («мустанг») вместо устоявшегося brumby, означающего «дикая лошадь», и cowboy вместо устоявшихся drover и stockman, используемых для обозначения пастуха для овец и крупного рогатого скота, хотя такие слова по-прежнему воспринимаются как «американизмы».

## Орфография
Написание в австралийском английском почти полностью соответствует орфографии британского английского; используются варианты написания с -re (centre), -our (harbour), -ll- (travelling), -ise/ize (recognise/recognize) (но форма -ise более распространена с соотношением -ise к -ize 3:1, по данным Австралийского корпуса английского языка, составленного словарём Маккуорри). Печатные средства массовой информации руководствуются написанием, приводимым в национальном толковом словаре — Словарь Маккуорри (англ. Macquarie Dictionary). Небольшое количество слов, однако, закрепились в американском написании; это такие слова, как program (такое написание стало более употребительным, чем BrE programme с 1910 г.), нейтральное jail (gaol используется в официальных документах), labor в названии Австралийской лейбористской партии, основанной в 1908 г. Первоначально название партии писалось в соответствии с британской орфографической традицией, то есть Labour Party. Однако уже в 1912 году она была «переименована» в Labor Party в знак солидарности с рабочим движением в США. Американизация австралийского правописания была частью более общего влияния американского варианта на австралийский, проявившегося в 1850-х гг. с началом в Австралии «золотой лихорадки». В отношении слов, заканчивающихся на -our, в начале XX столетия некоторыми газетами применялась практика систематического «исключения u» (англ. excising the u). Однако она не получила всеобщей поддержки, и в результате в 2007 г. австралийская газета «The Star» последней отказалась от подобной практики под давлением недовольной читательской аудитории.

## Фонетика
Региональные различия в австралийском английском выражены слабо; варьирование в данном варианте обусловлено фактором социального положения; наиболее простое проявление — деление на язык города и язык сельской местности. По оценкам лингвистов, примерно треть населения Австралии говорит на «широком», ярко выраженном диалекте (Broad Australian), чуть более половины населения использует «общепринятый, стандартный» австралийский (General Australian), и примерно десятая часть говорит на «образованном, изящном» австралийском (Cultivated Australian).
В речи следующих знаменитостей отражены три типа произношения:
- «Широкое», ярко выраженное произношение: Стив Ирвин (англ. Steve Irwin), Брайан Браун (англ. Bryan Brown), Паулина Хенсон (англ. Pauline Hanson), Джулия Гиллард (англ. Julia Gillard).
- «Стандартное» австралийское произношение: Николь Кидман (англ. Nicole Kidman), Хью Джекман (англ. Hugh Jackman), Рассел Кроу (англ. Russel Crowe).
- «Изящное» произношение: Александр Даунер (англ. Alexander Downer), Джефри Раш (англ. Geoffrey Rush), Джоан Сазерленд (англ. Dame Joan Sutherland), Роберт Хью (англ. Robert Hughes)[7].

Небрежное австралийское произношение можно проиллюстрировать следующим диалогом:
— Knife a samich? (или: Knive uh samich), что значит Can I have a sandwich? — «Можно мне сэндвич?»
— I’ll gechawun inn a sec — I’ll get you one in a sec[ond]. — «Один момент».
— Emma chisit? (или быстро: Owmachizit) — How much is it? — «Сколько это стоит?»
— Attlebee ateninee — That’ll be eight ninety. — «С Вас 8.90».

### Гласные
Дальнейшим развитием системы гласных звуков австралийского английского языка стала стандартизация употребления дифтонгов, ядром которых был гласный более низкого подъёма, чем в BrE /eɪ/ и /aɪ/, — соответственно /æɪ/ (или даже /aɪ/) — «flavour» и /ɑe/ — «price». Ядро дифтонга произносится энергичнее, чем в классическом Received Pronunciation в Великобритании, а второй элемент дифтонга слегка редуцируется. Это придает австралийскому произношению характерную неспешность и мелодичность.
На телевидении, в речи государственных деятелей, особенности фонетики проявляются меньше всего, и там австралийская речь наиболее приближена к британскому стандарту. Австралийские певцы на сцене часто имитируют американское произношение, в то время как в повседневной жизни разговаривают на австралийском английском.
- Буква i в закрытом слоге (bit, tip, и т. д.) может произноситься как /i/, а не как /ɪ/: /bit/, /tip/ вместо /bɪt/, /tɪp/.
- Буква a в закрытом слоге (bat, flat, и т. д.) может произноситься как /ɛ/, а не как /æ/: /bɛt/, /flɛt/ вместо /bæt/, /flæt/. Эта особенность сближает австралийский вариант с новозеландским вариантом английского.
- В буквосочетаниях -ar-, -ast-, -ask- и т. д. произношение a близко к британскому стандарту (/ɑ:/): car, chance, ask, castle. Однако этот долгий звук — более переднего ряда, чем в «принятом произношении», что придало полную идентичность звучанию AmE hot и AustrE heart; оба слова произносятся как /hɑt/. Также имеет место чередование (довольно непоследовательное) /ɑ:/ с /æ/.

| Слово                 | Хобарт | Мельбурн | Брисбен | Сидней | Аделаида | Среднее значение по 5 городам |
| --------------------- | ------ | -------- | ------- | ------ | -------- | ----------------------------- |
| graph                 | 0 %    | 30 %     | 56 %    | 70 %   | 86 %     | 48 %                          |
| chance                | 0 %    | 60 %     | 25 %    | 80 %   | 86 %     | 50 %                          |
| demand                | 10 %   | 78 %     | 78 %    | 90 %   | 100 %    | 71 %                          |
| dance                 | 10 %   | 35 %     | 11 %    | 30 %   | 86 %     | 34 %                          |
| castle                | 60 %   | 30 %     | 33 %    | 100 %  | 86 %     | 62 %                          |
| grasp                 | 90 %   | 89 %     | 89 %    | 95 %   | 100 %    | 93 %                          |
| глаг. contrast        | 100 %  | 100 %    | 100 %   | 100 %  | 71 %     | 94 %                          |
| В среднем по 7 словам | 39 %   | 60 %     | 56 %    | 81 %   | 88 %     | 65 %                          |

### Согласные
- Согласные традиционно подвержены меньшим изменениям, чем гласные звуки. В целом система согласных звуков австралийского английского повторяет систему согласных британского стандарта. Общая с американским вариантом черта — озвончение t в положении между гласными. Ср. «letter»: BrE /'letə/ и AmE /'lεṱər/.
- В фонетике австралийского языка ярко выражено явление yod coalescence. Yod coalescence — процесс, в результате которого кластеры звуков /dj/, /tj/, /sj/ и /zj/ (то есть «альвеолярный/сибилянт + j») преобразуются соответственно в /ʤ/, /tʃ/, /ʃ/, /ʒ/. Например: educate→ /'ɛdʒ.ʊ.keɪt/, graduate→ /'grædʒ.u.eɪt/.
- Звукосочетания /nt/ и /n/ в положении между гласными могут реализовываться как [n] или [ɾ̃], в результате чего пары слов типа «winter» и «winner» иногда становятся омофонами.

## Лексика
Более чем полувековое существование Австралийского доминиона, оторванного от метрополии несколькими тысячами миль, а также слабая культурная связь с метрополией, с одной стороны, и растущее чувство национального самосознания и национальной независимости, с другой, определённо не могли не отразиться на словарном составе, произношении, а также грамматике английского языка в Австралии. 
Различия со словарным составом литературного английского языка сейчас даже растут, поскольку прогрессивные австралийские писатели широко внедряют так называемые «австрализмы» в литературный язык, а глубокое изучение истории Австралии в школах, как и публикация научно-популярных работ по истории Австралии, возрождают устаревшие слова того периода, когда Австралия была местом ссылки и переживала бурные годы золотой лихорадки. Однако эти различия не являются настолько большими, чтобы можно было говорить об австралийском языке.
Региональные различия в лексическом составе австралийского языка касаются наиболее распространённых проявлений культуры: названий блюд, учреждений, и т. п., так как в разные штаты Австралии прибывали переселенцы из разных государств: Польши, Германии, России, Бельгии. Например, варёно-копчёная свиная колбаса, называемая «fritz» в шт. Южной Австралия, именуется «devon» в шт. Новый Южный Уэльс, «Belgium sausage» на о. Тасмания, «Empire sausage» в г. Ньюкасл, «polony» в шт. Западная Австралия, «Windsor sausage» в шт. Квинсленд, и «German sausage» или «Strasburg» в шт. Виктория. Подготовительный класс в школе называется «kindergarten» в шт. Новый Южный Уэльс, «prep class» («подготовительный класс») в шт. Виктория и на о. Тасмания и «reception class» («приёмный класс») в шт. Южная Австралия. Особняк из двух квартир («a semi-detached house») называется maisonnette (с фр. — «домик») в шт. Южная Австралия. Общеупотребительное слово «forest» («лес») практически не употребляется по отношению к лесам Австралии, так как это светлые эвкалиптовые леса и кустарники. Лесистую местность в Австралии называют «буш» англ. «the bush».
Распространённым приветствием является «g’day» (произносится /gdaɪ/), сокращение от «good day» — «добрый день». Ещё более распространённое обращение друг к другу — «mate» («приятель»), произносится /maɪt/.
В австралийском английском существуют собственные идиомы (например, «внизу под [экватором]» (англ. Down Under) — Австралия и Новая Зеландия), и отдельные слова («sheila» — женщина от ирл. «Sheila» — распространённое женское имя в Ирландии, «bloke» — мужчина). Выражение «fair dinkum» («что-л. настоящее, подлинное; подлинно австралийское») перекликается с таким же выражением, существовавшим ранее в линкольнширском диалекте, откуда оно и ведёт своё происхождение. Распространён рифмованный сленг — «наследие» переселенцев-кокни («фарфоровая тарелка» (англ. china plate) -> «хороший друг» (англ. good mate), «давайте посмотрим» (англ. have a look) -> «давайте капитана Кука» (англ. have a captain Cook), «акула» (англ. shark) -> «Ноев ковчег» (англ. Noah's ark) и т. д.). Распространены сокращения (документация — doco, перекур — smoko, футбол — footie и т. д.). Самоназвание англо-австралийцев также является результатом сокращения — «оззи» (англ. aussie), сокращённое от «австралийцы» (англ. Australians). Некоторые исследователи австралийского английского сравнивают его с живым музеем, в котором сохранились регионализмы XVIII и XIX вв из:
- Ирландии: dust-up «драка, потасовка», tootsy (← foot) «нога» (детское произношение), corker «потрясающий экземпляр» (о человеке или вещи);
- Шотландии: billy (← bally) «ведро из-под молока»;
- Вустера / Уорикшира: larrikin «хулиган; хулиганствующий»;
- Корнуолла: to fossick «рыться, копаться; искать золото»;
- Центральных графств Англии (англ. The Midlands): to stonker (← to stonk): I am stonkered «Я измучен»;
- Суффолка: cobber (← to cob) «приятель, дружище»;
- Кента: clobber (← clubbered up «разодетый»);
- английского вообще: tucker («еда; [школьная] столовая»)[10].

Однако существует и свой, самобытный австралийский сленг, ярко и метко описывающий людей, ситуации. Выражение «за чёрным пнём» (англ. «past the black stump») описывает незаселённую, дикую местность, лишённую всяких признаков цивилизации, то есть внутренние районы континента. Фольклор наделил эти районы определённой мистикой. К таким выражениям можно также отнести:
- «Акулье печенье» (англ. «shark biscuits») — серфингист-новичок;
- «Не закричит, даже если акула укусит» (англ. «Wouldn't shout if a shark bit her») — характеристика скупого, прижимистого человека, не желающего угостить друзей выпивкой (англ. «shout» означает «кричать», но также «угощать кого-л. выпивкой»);
- «Бумеранг» (англ. «boomerang») — что-л., напр. книга, что необходимо вернуть.

Некоторые выражения описывают явления, имеющие аналоги в других вариантах английского:
- «Сарафанное радио»: «bush telegraph» («лесной телеграф») в Австралии и «moccasin radio / telegraph» («мокасинное радио») в Канаде.

Определённое количество слов в австралийском английском развило новые значения:
- «station» — «местоположение; станция», AustrE + «животноводческая, овцеводческая ферма»;
- «bush» — «кустарник, местность, поросшая кустарником», AustrE + «лес; сельская местность»;
- «to tie up» — «связывать; привязывать к чему-л.», AustrE + «привязывать животное к столбу».

Американцев в австралийском английском называют «сеппо» (англ. seppo), что образовано по цепочке «Yanks» -> «Septic tanks» -> «Seppos». Англичанина могут назвать pommy, pommie или pom (этимология не ясна; основной смысл — красный цвет (от «pomegranate» — «гранат»), возможно, цвет формы британских солдат, цвет щёк у британских иммигрантов или от аббревиатуры на одежде заключённых — POM (Prisoner of Motherland)).
Заимствования из американского английского на уровне лексики представлены словами «bonanza» — «богатая золотая жила». Слово «biscuit» («печенье») существует наряду с американским «cookie», британское «motorway» («шоссе») — вместе с американским «freeway». «Грузовик» — американское «truck», но «бензоколонка» — британское «petrol station».
Недавние австралианизмы
- hoon «хулиган»,
- spunky «сексапильный»
- a dag «эксцентричный, забавный человек; неряшливо одетый человек»
- a rort, to rort «шумная вечеринка; жульничать, мошенничать»
- shonky «незаконный, „левый“, ненадёжный»
- the Pacific peso